# Gregori de Nazianz el Vell
Gregori de Nazianz el Vell (Gregorius Nazianzenus) va ser bisbe de Nazianz a Capadòcia durant 45 anys (329-374). Era el pare del famós Gregori de Nazianz.
Era una persona d'alt rang i va exercir diverses magistratures a Nazianz. Inicialment va ser hipsistari, una secta que deriva el seu nom del seu reconeixement d'un únic deu suprem (ὕψιστος), i que sembla que era una barreja de judaisme i paganisme entre altres elements. Per influència de la seva dona Nona es va convertir al cristianisme compaginat amb un somni que va tenir i amb les predicacions d'alguns bisbes que van passar per Nazianz quan anaven al concili de Nicea (325).
Va ser batejat i al cap de poc nomenat bisbe de la ciutat. Ja era bisbe quan va néixer el seu famós fill. Va combatre l'arrianisme. L'any 360 va signar la confessió d'Ariminium, un compromís amb els arrians, cosa que va aixecar molta oposició entre els monjos de Nazianz i va haver de fer una nova confessió de fe ortodoxa l'any 363. El 370 va exercir influencia per elevar a Basili al bisbat de Cesarea.
Va morir l'any 374.